# ぼくはくま
「ぼくはくま」は、宇多田ヒカルの楽曲。東芝EMI（現・ユニバーサルミュージックジャパン）より17thシングルとして2006年11月22日に発売。歌番組『みんなのうた』で放送され、これを題材として合田経郎が手掛けた絵本も発売された。

## 楽曲解説
この楽曲は、2006年1月の誕生日に友人からプレゼントされ、宇多田が自ら「くまちゃん（チャン・くま）」と名付けた大きなテディベア（くまのぬいぐるみ）から考え付いたもの。前作「Keep Tryin'」からちょうど9か月振りのニューシングルであった。また、童謡を手がけたのは今回が初めて。
童謡ということもあり、歌詞には難しい漢字や英語は使われておらず、間奏時に割り当てられているフランス語詞を除きほぼひらがなで構成されている。
この歌の主人公（ぼく）は人間の世界を外から眺めるくまの男の子で、名前は前述のテディベアと同じく「くまちゃん（チャン・くま）」とされている。それとは別に「みんなのうた」のアニメーションの中に登場するくまの男の子は「まくまくん」と名付けられており、そのぬいぐるみがNHKエンタープライズから発売された(2006年12月頃)。
レコーディングは『ULTRA BLUE』の製作時にすでに始めており、「BLUE」や「海路」などのレコーディング中にはデモテープを作成していた。またインタビューの中で、当時必要だった癒しが「ぼくはくま」に表れたと述べており、自作曲の中で一番好きとも語っている。この曲から新しい世界が見え始め、自分自身がやわらかくなったという。その後、すんなり聴きやすい曲を作ろうとして出来たのが次作の「Flavor Of Life」である。
その後アルバム『HEART STATION』（2008年）に収録。2010年1月から2月にかけてUtadaとして敢行した全米ツアー“In The Flesh 2010”でもホノルル、ボストン両公演のみでサプライズ披露された後、2010年12月8日と9日に開催の横浜アリーナコンサート“WILD LIFE”で披露された。

## 収録曲および特典
通常盤、絵本付、DVD付の3タイプでリリースされた。CDの収録曲はすべて同じだが、絵本付版には宇多田本人が手がけた初の絵本「ぼんじゅーる!くまちゃん」が付属しており、DVD付版には『みんなのうた』で放送された「ぼくはくま」の映像が収録されている。この販売形態は宇多田にとって初のものであった。
作詞・作曲:宇多田ヒカル、編曲:冨田謙、宇多田ヒカル

### CD
1. ぼくはくま(2:26)
2. ぼくはくま(オリジナル・カラオケ)(2:24)

### DVD
1. ぼくはくま
監督:合田経郎

## 収録アルバム
- HEART STATION (#1)
- Utada Hikaru SINGLE COLLECTION VOL.2 (#1)

## みんなのうた
2006年10月から11月にかけて、どーもくんスポットの作成者である合田経郎のアニメーションの映像を交えNHKの歌番組『みんなのうた』で放送。2006年12月から2007年1月まで再放送を行った。
これらとは別に、過去放送曲から選択して放送された回において、2007年4月7日の4時55分、および同年5月13日の13時45分と他数回の放送が行われている。初回放送時にはYOUに美津留が歌う「月」、2006年12月から2007年までの再放送では東京放送児童合唱団が歌う「子ねこと毛糸」、2007年4月から5月までの再放送では「コンピューターおばあちゃん」がカップリングされた。
2012年12月8日と2013年1月5日には、NHK Eテレの『みんなのうたリクエスト』でも再放送された。
みんなのうた関連の商品としては2011年4月22日に発売されたDVD「NHK みんなのうた 2006～2008」に映像が収録されている。

## 絵本
この歌を題材とした合田経郎による絵本（ISBN 409726219X）が2006年12月9日に発表された。発売元は小学館。